# バイア・エ・ラティーナ
バイア・エ・ラティーナ（伊: Baia e Latina）は、イタリア共和国カンパニア州カゼルタ県にある、人口約2,000人の基礎自治体（コムーネ）。

## 地理

### 位置・広がり

#### 隣接コムーネ
隣接するコムーネは以下の通り。
- アリーフェ
- ドラゴーニ
- ピエトラヴァイラーノ
- ロッカロマーナ
- サンタンジェロ・ダリーフェ

### 気候分類・地震分類
バイア・エ・ラティーナにおけるイタリアの気候分類 (it) および度日は、zona C, 1289 GGである。
また、イタリアの地震リスク階級 (it) では、zona 2 (sismicità media) に分類される。